# La Ferté-Saint-Cyr
La Ferté-Saint-Cyr is een gemeente in het Franse departement Loir-et-Cher (regio Centre-Val de Loire). De plaats maakt deel uit van het arrondissement Romorantin-Lanthenay. La Ferté-Saint-Cyr telde op 1 januari 2022 1.078 inwoners.

## Geografie
De oppervlakte van La Ferté-Saint-Cyr bedroeg op 1 januari 2022 57,93 vierkante kilometer; de bevolkingsdichtheid was toen 18,6 inwoners per km².
De onderstaande kaart toont de ligging van La Ferté-Saint-Cyr met de belangrijkste infrastructuur en aangrenzende gemeenten.

## Demografie
Onderstaande figuur toont het verloop van het inwonertal (bron: INSEE-tellingen).